# Білогірська районна рада (АР Крим)
Білогі́рська райо́нна ра́да — орган місцевого самоврядування Білогірського району Автономної Республіки Крим. Адміністративний центр — місто Білогірськ. 
З 15 квітня 2014 року районна рада тимчасово не виконує обов'язки через окупацію Автономної Республіки Крим Російською Федерацією.

## Склад ради
Останні вибори до районної ради відбулись 31 жовтня 2010 року. Найбільше депутатських мандатів отримала Партія регіонів — 26 (13 — в багатомандатному окрузі і така ж кількість — в одномандатних округах), на другому місці — Народний рух України — 11 депутатів (6 мажоритарників та 5 — в одномандатних округах), Комуністична партія України отримала 1 мандат в одномандатному окрузі.

### Голова
Головою Білогірської районної ради в 2010 році обрано депутата від Партії регіонів Худобу Степана Сергійовича, котрий займав цю посаду й до виборів. В 2009 році Степана Худобу було нагороджено орденом «За заслуги» ІІІ ступеня з нагоди Дня Конституції Автономної Республіки Крим.